# Nardcore
Ne doit pas être confondu avec Nerdcore.
Le nardcore est un mouvement punk hardcore originaire du sud de la Californie lancé au début des années 1980 à Silver Strand Beach et Port Hueneme. Les premiers groupes de nardcore incluent Agression, Dr. Know, False Confession, Ill Repute, Habeas Corpus, Rich Kids on LSD, et Scared Straight. Les premiers lieux à accueillir les concerts punk dans la région d'Oxnard sont Casa Tropical, Town and Country (Port Hueneme), Skate Palace (Port Hueneme), et Casa de la Raza (Santa Barbara). Mystic Records est l'un des labels principalement orienté nardcore d'Hollywood, en Californie.

## Histoire

### Origines
Le nom est une référence à la scène punk hardcore d'Oxnard, en Californie, mêlant les mots « Oxnard » et « hardcore ». Cette communauté urbaine où des groupes de punk hardcore des années 1980 se convertissent en groupes de punk et de skate ; leur musique sera connue sous le terme de « nardcore ». Le nardcore, lancé en 1983, influencé par les cultures de surfeurs et de skateurs,, est popularisé par Mystic Records, Doug Moody et le directeur de la promotion Mark Wilkins grâce à une série vinyles pendant les années 1990. Ill Repute est le premier groupe du genre. Dr. Know est également considéré par certains comme le groupe fondateur du genre. Le nardcore possède plusieurs caractéristiques dérivées du skate punk, mais se rapproche du punk rock.

### Années 1990
Le nardcore revient au milieu des années 1990 avec des groupes comme Burning Dog, Clenched Fist, F.A.Y., et No Motiv. La plupart de ces groupes participent à la compilation intitulée Localism commercialisé sur le label de Fred Hammer, Alive Records en 1996.

### Années 2000
Quelques groupes originels de nardcore, comme Dr. Know, continuent à jouer pendant les années 2000. En été 2002, un Henry Knowles Memorial Show avec les « Nardcore All-Stars » est organisé. Le batteur des Rich Kids on LSD, Richard Anthony « Bomer » meurt le 12 décembre 2005, et leur chanteur, Jason Sears, décède le 31 janvier 2006,.
Après une brève tournée organisée à Hawaï avec 8mm Overdose, Ill Repute se sépare en juillet 2004 et se reforme brièvement (sans le guitariste Tony Cortez) pour une tournée à Hawaï en 2006 avec 8mm Overdose. Les nombreux premiers membres du groupe Scared Straight jouent toujours sous le nom de Ten Foot Pole. Un membre important du groupe False Confession, Scott Morris, forme le groupe Big Bad Voodoo Daddy. Un autre membre de False Confession, Harry Meisenheimer, joue avec Stalag 13, Ill Repute et devient ensuite connu sous le nom de Harry Drumdini et devient le batteur pour The Cramps. Un membre de Stäläg 13, Dave Casillas, joue comme guitariste pour NOFX. En été 2004, la 20e édition de l'Anniversary Show du nardcore présente les anciens et nouveaux groupes du genre dont Ill Repute, Dr. Know, A.F.U., Stäläg 13 Sing Along, Youth Brigade, The Last Priority, California Redemption, Chritchen, Caught Off Guard, In Control, The Missing 23rd,Vengeance, No Motiv, False Confession, RKL, Rat Pack, Burning Dog, Habeas Corpus, et Total Resistance. En 2013, le genre fête 35 ans d'existence.

## Groupes notables
Les groupes notables de nardcore incluent : Agression, Burning Dog,, Circle One, Dr. Know, False Confession, Ill Repute,,, Impeached, In Control, Madlib, Mother of Dissension, Rich Kids on LSD, Stäläg 13, et Scared Straight.